# Devilman (film)
Devilman (デビルマン?, Debiruman) è un film del 2004 diretto da Hiroyuki Nasu. Il film è tratto dall'omonimo manga del 1972 di Gō Nagai, che fa un cameo nei panni di uno spettatore delle vicende. Il film vinse il premio per i migliori effetti speciali all'Asian Film Festival del 2004.